# Fiordimonte
Fiordimonte (Fiordimonde in dialetto maceratese) è un municipio di 203 abitanti del comune di Valfornace nella provincia di Macerata nelle Marche.
Fino al 31 dicembre 2016 è stato un comune autonomo, che confinava con i comuni di Acquacanina, Fiastra, Pievebovigliana, Pieve Torina e Visso. Era un comune sparso con sede in località Valle. Dal 1º gennaio 2017 è confluito nel nuovo comune di Valfornace insieme a Pievebovigliana.
Nel 2016 il comune è stato gravemente danneggiato dalle scosse dello sciame sismico del Centro Italia.

## Società

### Evoluzione demografica
Abitanti censiti

## Amministrazione
| Periodo        | Periodo          | Primo cittadino  | Partito      | Carica  | Note |
| -------------- | ---------------- | ---------------- | ------------ | ------- | ---- |
| 14 giugno 2004 | 8 giugno 2009    | Giovanni Casoni  | lista civica | sindaco |      |
| 8 giugno 2009  | 31 dicembre 2016 | Massimo Citracca | lista civica | sindaco |      |